# Hermann Beckh
Hermann Beckh (Neurenberg, 4 mei 1875 - Stuttgart, 1 maart 1937) was een Duits oriëntalist, antroposoof en christelijk geestelijke.

## Rechtenstudie
Hermann Beckh verwierf een studiebeurs aan de Maximilianeum, een stichting in München voor begaafde studenten. Hij vond eerst geen passende studierichting en werd aangemoedigd rechten te gaan studeren. Deze studie sloot hij in 1896 en hij ontving een prijs voor zijn proefschrift Die Beweislast nach dem Bürgerlichen Gesetzbuch. Tot 1899 was hij werkzaam als assessor. Toen hij een arm echtpaar wegens houtdiefstal tot een geldstraf moest veroordelen, werd hem duidelijk dat hij niet als rechter deugde en hij kocht zich uit met een boete.

## Linguïstiek
Hij begon nu aan de Christian Albrechts Universiteit Kiel met Indiakunde en tibetologie en hij promoveerde in 1907 aan de Humboldt Universiteit Berlijn met zijn werk over het gedicht Meghaduta van Kālidāsa en hij habiliteerde het volgende jaar met zijn volgende werk over dit schrift. Tot 1921 werkte hij als privéleraar Tibetaans en bewerkte hij bronnen in Tibetaans handschrift in de Pruisische Staatsbibliotheek. Hij voltooide onder andere beide banden over Buddha und seine Lehre in de Göschen-verzameling.
In 1916, tijdens de Eerste Wereldoorlog, werd hij voor het leger opgeroepen. Hij werd op de Balkan ingezet, werd vervolgens naar het Institut für Seeverkehr und Weltwirtschaft in Kiel geroepen waar hij economische berichten in de Scandinavische kranten moest analyseren. Hier leerde hij de Scandinavische talen, terwijl hij zich ervoor al het Engels, Frans, Italiaans, Grieks, Latijn, Hebreeuws, Egyptisch, Sanskriet, Tibetaans en Oud-Perzisch had eigengemaakt. Zijn dienst - vanaf augustus 1918 in het Berlijnse ministerie van Buitenlandse Handel - duurde tot in de naoorlogse jaren.

## Antroposofie
In 1911 ontmoette hij voor het eerst de antroposofen Rudolf Steiner en Friedrich Rittelmeyer. Hij bestudeerde in die tijd intensief de geschriften van Steiner en werd met Kerst 1912 lid van de Antroposofische beweging.
Eind van de jaren '10 begon hij met voordrachten aan de universiteit, wees echter een studieopdracht voor Tibetaanse filologie af en nam verlof op. Bij de verlenging van zijn verlof werd hij benoemd tot buitengewoon professor. Niettemin beëindigde hij zijn academische loopbaan in november 1921.
Sinds 1920 was hij werkzaam als redenaar van antroposofische voordrachten. In maart 1922 sloot hij zich bij de beweging De Christengemeenschap aan die zich om Friedrich Rittelmeyer had gevormd en werkte tot aan zijn dood als priester, vooral echter als seminaronderwijzer, spreker, vrije onderzoeker en schrijver.